# The Clash
Клеш (енгл. The Clash) су били британски панк рок састав који је постојао од 1976. до 1985. Иако су почели као један од састава коме се може приписати стварање панка, они су током каријере напустили чист панк звук истражујући своје музичке могућности, што је за последицу имало призвук регеа, хип-хопа, ска музике, рокабилија, џеза, соула па чак и госпела и делимично алтернативног рока. Њихова музика утицала је на многе генерације и саставе. Године 2004, часопис Ролинг стоун је рангирао Клеш на 28 место листе 100 највећих уметника свих времена.

## Име
Назив састава Клеш је предложио Пол Симонон пошто је по дневним новинама стално виђао ту реч. Реч clash на енглеском значи судар, али не у смислу аутомобилског судара (Crash), већ у смислу битке тј. сукоба две војске.

## Историјат
Клеш је настао у јуну 1976. године, када се певач и гитариста 101-ерса (назив по собама за мучење из Орвеловог романа 1984) Џо Страмер, придружио Лондон СС-у, саставу који су чинили Мик Џоунс, певач и гитариста, Пол Симонон, басиста, и Тери Чајмс Чајмс), бубњар. Састав је добио име Клеш и почео да свира оштрији и чвршћи звук, који су у то доба започели Секс пистолси. Први наступ имали су у Шефилду као предгрупа Секс пистолсима. Убрзо са Пистолсима, Демнд и Хартбрејкерсима крећу на "Anarchy" турнеју, познату највише по томе што је већина наступа на истој била отказана због ТВ скандала Секс Пистолса. Ипак, ти наступи су им донели први уговор са ЦБС-ом почетком 1977, да би истог пролећа објавили свој први албум у Уједињеном Краљевству са једноставним насловом "The Clash". У то време настала је и чувена панк изрека - "Панк је умро оног дана када су Клеш потписали за ЦБС", коју је највероватније сковао Марк П., аутор панк фанзина "Дување лепка" ("Sniffin' Glue"). Захваљујући сингловима Белачка побуна(White Riot) и Потпуна контрола (Complete Control) албум доспева на 12. место топ листе најпродаванијих албума. Без обзира на успех албума на Острву, амерички огранак ЦБС га је сматрао некомерцијалним и одлучио је да га не објави. У Америци је продато преко 100.000 увезених копија, да би тек 1979. године албум званично био објављен у Америци.
Почетком 1978. састав напушта Тери Чајмс (на омоту првог албума потписан као Тори Крајмс - "Конзервативни Злочини"), а у групу, након аудиције кроз коју је прошло тачно 206 бубњара, долази Ники-"Топер" Хедон, који је раније свирао у Лондон СС-у. Исте године објављују други албум, први за америчко тржиште, насловљен Дајте им довољно конопца (Give 'Em Enough Rope), али он стиже тек на 128. место у Америци иако је дебитовао на 2. у Краљевству. Осим тога, ортодоксни панкери замерају на "препродуцираности" и "испегланости" албума. Током 1979. године крећу на своју америчку турнеју, на којој су представљали песме са другог албума, те са реиздања првог.
Крајем 1979. године објављују нови албум под именом Лондон зове (London Calling). Тај албум је представљао прекретницу у њиховој каријери, јер бенд њиме дефинитивно излази из уских панк рок оквира. Резултат тога био је дупли албум који обилује разноразним музичким правцима од рокабилија (Ганц нови кадилак - Brand New Cadillac), преко ска музике (Руди не може да омане - Rudie Can't Fail) до регеа (Брикстонски пиштољи - Guns of Brixton) и фанка ("Train in Vain / Stand by Me"). Састав је инсистирао да се албум, иако дупли, продаје по цени обичног, док су разлику у цени сами покривали. Лондон зове, по многим анкетама, спада у најбољих 5 рок албума свих времена, тако да нимало не изненађује велики успех који је имао код публике широм света. Након велике турнеје састав се повлачи у Њујорк где почиње рад на свом новом албуму.
Огроман успех албума Лондон зове, чланови састава су протумачили као зелено светло за музичко експериментисање. Последица тога био је наредни албум Сандиниста!, објављен децембра 1980. године. Овај троструки албум, који се опет продавао по цени обичног, донео је још већи број разних музичких праваца почевши од даб верзија разних песама до црначке духовне музике (Звук грешних - The Sound of the Sinners). Албум је доста солидно прошао код публике, али су га критичари сматрали знаком почетка краја групе. Позната је карикатура двоје панкера који, након преслушавања Сандинисте!, збуњено држе плочу у рукама уз коментар: „Можда се група зове Сандиниста!, а албум Клеш?“
Наредни албум Борбени рок (Combat Rock) објављују 1982. године. Овај албум се сматра примером лоше продаваног рок албума и позната је изрека да би сваки велики састав требало побити пре него што направе свој Борбени рок. Албум је донео песме попут Да ли да останем или да идем (Should I Stay Or Should I Go) и Рок у Казби (Rock the Casbah), по којима је Клеш најпознатији код широког дела публике, највише захваљујући чињеници да су у то доба били велики радијски хитови и да су се редовно вртели на раном МТВ-ију. Међутим, албум није тако добро прихваћен код њихових обожавалаца и често су праћени звиждуцима напуштали бину током турнеје која је пратила албум.
Након пропасти коју је донео Борбени рок, из састава је отпуштен Топер Хедон због проблема са дрогом. Септембра 1983. Џо Страмер (мада се сматра да је то дело менаџера Бернија Роудса) избацује Мика Џонса из састава, што за многе представља крај Клеша. Уместо Мика долазе Ник Шепард и Винс Вајт и састав креће на турнеју током 1984. године, која претходи новом албуму. На турнеји, под називом Ван контроле (Out of Control) уз старе нумере извођене су и нове ствари које је публика доста добро прихватила. Међутим када је албум Не сери(Cut the Crap) напокон угледао светлост дана 1985, уследио је шок. Песме које су изводили током турнеје или су биле скроз измењене или се уопште нису нашле на њему. Сматра се да је кривац за то менаџер Берни Роудс, јер је био главни током његовог снимања, услед Страмерове одсутности због породичних проблема. Почетком 1986 Клеш је и званично престао да постоји.
Иако је било најава да ће се Клеш поново окупити током 1995. године, то се није догодило. Живи чланови састава са Страмеровом удовицом окупили су се приликом примања Клеша у рокенрол куће славних.

## Политичко опредељење
Чланови састава су како у приватним иступима, тако и у јавним наступима и текстовима песама исказивали своје левичарско опредељење, јак осећај за социјалну правду и противљење неонацизму који је у то време узимао маха. Џо Страмер се изјашњавао као демократски социјалиста.

## Самостални радови
- Мик Џонс је основао састав Биг Одио дајнамајт (B.A.D. - Big Audio Dynamite) чији је први сингл изашао непосредно пре Не сери албума.
- Пол Симонон је основао Хавана 3 А. М. (Havana 3 A.M.).
- Џо Страмер је сарађивао са многим саставима, а имао је и сопствене пројекте са Мескалеросима (Mescaleros).

## Чланови

### Првобитна постава
Иако је Џо Страмер био певач, на албумима су певали и сви остали чланови састава, поготово Мик Џонс.
- Џо Страмер - вокал, ритам гитара (1976—2002)
- Мик Џонс - вокал, позадински вокал, водећа гитара (1976—1983)
- Пол Симонон - вокал, позадински вокал, бас гитара (1976—1985)
- Топер Хедон - вокал, бубњеви (1977—1982)

### Остали чланови
- Тери Чајмс - бубњеви (1976—1977)(1982)
- Кит Левин - соло гитара (1976)
- Ник Шепард - гитара (1984—1985)
- Винс Вајт - гитара (1984—1985)
- Пит Хауард - бубњеви (1983—1985)
- Роб Харпер - бубњеви (1977)
- Пабло ЛаБритања - бубњеви (1976)

## Дискографија

### Студијски албуми
- The Clash - (8. април 1977) #12 UK, #126 US
- Give 'Em Enough Rope - (10. новембар 1978) #2 UK, #128 US
- London Calling - (14. децембар 1979) #9 UK, #27 US
- Sandinista! - (12. децембар 1980) #19 UK, #24 US
- Combat Rock - (14. мај 1982) #2 UK, #7 US
- Cut the Crap - (4. новембар 1985) #16 UK, #88 US

### Компилације
1. Black Market Clash, 1980. (compilation of b-sides), CBS Records CD release: Epic Records
2. The Story of the Clash, Volume 1, 1988. (compilation, greatest hits collection), CBS Records CD release: Epic Records #7 UK, #142 US
3. Clash on Broadway, 1991. (3 disc box set containing several unreleased tracks and alternate versions), CBS Records CD release: Epic Records
4. The Singles, 1991. (singles compilation), CBS Records CD release: Epic Records
  - Super Black Market Clash, 1994. (compilation of b-sides and rarities), CBS Records CD release: Epic Records, #74 UK
5. From Here to Eternity: Live, 1999. (live recordings from 1978. - 1982), Epic Records #13 UK, #193 US
6. The Essential Clash, 2003. (compilation, "essential" recordings), Epic/Legacy #18 UK, #99 US
7. London Calling: 25th Anniversary Legacy Edition, 2004. (expanded with rehearsal tapes and making of the album DVD), Epic/Legacy #26 UK